# 普拉西塔斯 (新墨西哥州桑多瓦爾縣)
普拉西塔斯（英語：Placitas）是位於美國新墨西哥州桑多瓦爾縣的普查規定居民點。

## 人口
根據2020年美國人口普查的數據，普拉西塔斯的面積為76.25平方千米，皆為陸地。當地共有人口5041人，而人口密度為每平方千米66.11人。